# Barhiaga
Barhiaga ou Barhinga est un village du département et la commune rurale de Manni, situé dans la province de la Gnagna et la région de l’Est au Burkina Faso.

## Géographie

### Situation
Barhiaga est situé à 7 km au sud-est de Bourgou. C'est une localité à centres d'habitations dispersés.

### Démographie
- En 2003 le village comptait 1 410 habitants estimés[3].
- En 2006 le village comptait 1 311 habitants recensés[1].

## Économie
La localité est essentiellement agropastorale.

## Transports
Le village est accessible par la route nationale 18.

## Santé et éducation
Le centre de soins le plus proche de Barhiaga est le centre de santé et de promotion sociale (CSPS) de Bourgou.